# にっぽんケーブルチャンネル
にっぽんケーブルチャンネルはジュピターテレコム（以下、J:COM）がかつて全国の元ジャパンケーブルネット（JCN）パートナー局へ向けて配信していた自主制作放送（コミュニティチャンネル、コミュニティ放送）である（ただしJCNくまもとは除く）。元JCN各局のデジタルチャンネル101chで配信していた。

## 概要
全国のケーブルテレビ局で放映される地元密着の番組を、全国を7つのブロックに分け、ブロック代表のタレントやフリーアナウンサーナビゲートのもとに紹介する。
J:COMが引き継いだJCNブランドをJ:COMに統一するに伴い、2014年5月31日をもって配信を終了し、2014年6月1日からは「J:COMテレビ」（J:テレ）が配信されるほか、一部番組はそれに引き継がれた。また、各局独自のコミュニティチャンネルである「JCNチャンネル」ついては番組などに変化は無いが、「J:COMチャンネル」にチャンネル名を変更する形になった。

## 各番組

### ふるさとタイム
当チャンネルの核で各番組1時間。毎週土曜日に更新される。放送時間は初回放送。氏名横のカッコは出身、ないしは経歴。
- 北海道・東北ふるさとタイム（土曜22:00） - インコさん ※成田優介から改名（北海道）、上路雪江（福島。元めんこいテレビアナウンサー）
- 関東ふるさとタイム（土曜15:00） - 江戸むらさき（コンビだがどちらも茨城）、武藤乃子（群馬。元群馬テレビアナウンサー）
- 信越・北陸ふるさとタイム（土曜06:00） - 真夜中クラシック・高橋佑介、佐藤友紀（元信越放送アナウンサー）
- 東海ふるさとタイム（土曜08:00） - つぼます・益戸（岐阜）、田代さやか（愛知）
- 関西ふるさとタイム（土曜23:00） - パワフルコンビーフ（兼戸：大阪、コウタ：埼玉だが嫁は兵庫）、浜口順子（大阪）
- 中国・四国ふるさとタイム（土曜10:00） - ビーグル38・能勢ヒロシ（高知）、貞包みゆき（山口）
- 九州・沖縄ふるさとタイム（土曜12:00） - つぼます・大坪（佐賀）、田中朝子（元テレビくまもとアナウンサー）
- にっぽんふるさと便り（平日06:45/土日11:45　ほか） - 上記の各ふるさとタイムのMCが出演しご当地のお土産やアンテナショップなどを紹介する15分番組

### JCNチャンネル（111ch）同時ネット番組
- 週末DOする生テレビ（土曜11時、土曜16時(再)）

### テレビショッピング（毎日同時刻に放送）
- QVC（09:00 - 10:00／13:00 - 15:00）
- ジュエリー☆Gem Shopping TV（18:00 - 19:00／25:00 - 26:00）
- ショップチャンネル（24:00 - 25:00）
- JCNテレビショッピング（26:00 - 30:00）

### 他局共同制作
- 防災一口メモ（平日12:58 - 13:00） - 文化放送との共同制作